# Robert Lowery

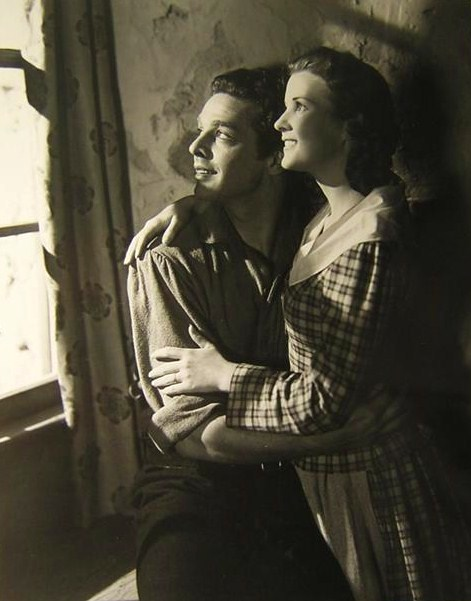
Ao lado de Dorris Bowdon em Drums Along the Mohawk (1939)

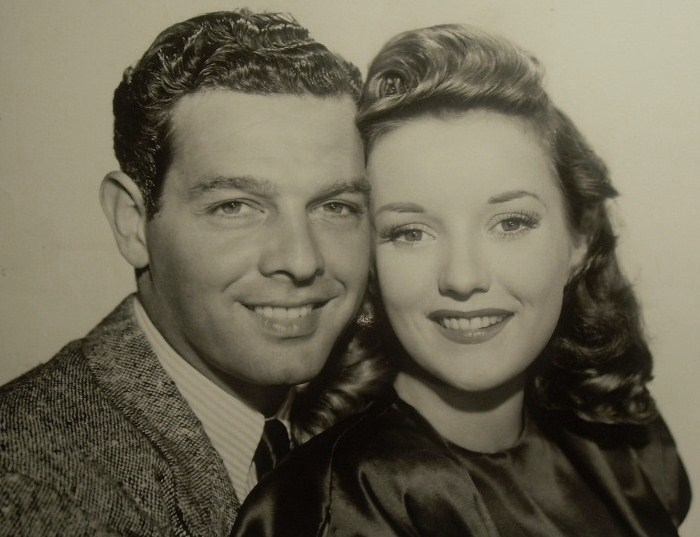
Ao lado de Phyllis Brooks em High Powered (1945)

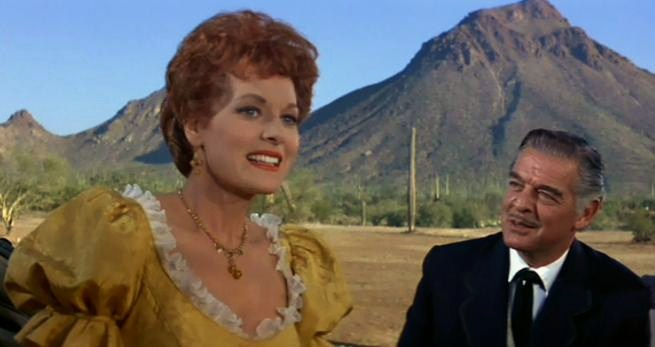
Ao lado de Maureen O'Hara em McLintock! (1963)

Robert Lowery (Missouri, 17 de outubro de 1913 – Los Angeles, 26 de dezembro de 1971) foi um ator de cinema, televisão e teatro estadunidense, que atuou em mais de 180 filmes, entre seriados, séries de televisão e longa-metragens. Tornou-se mais conhecido, porém, por ter interpretado Batman no segundo seriado para o cinema feito sobre o personagem, Batman & Robin, em 1949.

## Biografia
Nascido Robert Larkin Hanks em Kansas City, Missouri, Lowery Lowery cresceu na Avenida Wayne, perto do Electric Park, já demolido. Era filho único de Roscoe Hanks, era um advogado e investidor em óleo, que trabalhou vários anos para a Pullman Corporation como um agente de ferrovia, e de Leah Thompson Hanks, uma pianista.
Ele graduou-se na Paseo High School, em Kansas City, e logo foi convidado para cantar com os Slats Randall Orchestra, na década de 1930. Lowery jogava no time de baseball de Kansas City Blues e era considerado um atleta versátil; sua compleição física e sua força foram adquiridas com uma temporada trabalhando em uma fábrica de papel na adolescência. Após a morte prematura de seu pai aos 43 anos, em 1935, ele viajou para Hollywood com sua mãe e sua governanta, e ingressou na escola de atuação Lila Bliss antes de assinar com a Fox Film, em 1937.

## Carreira
Sua primeira atuação foi no filme Come and Get It, em 1936, num pequeno papel não creditado. Durante sua carreira, Lowery se tornou inicialmente conhecido por papéis de ação, em filmes como The Mark of Zorro (1940), The Mummy's Ghost (1944) e Dangerous Passage (1944). Ele se tornou o segundo ator a interpretar o herói da DC Comics, Batman, sucedendo Lewis Wilson (que estrelara o seriado de 1943 Batman). Lowery estrelou, assim, o segundo seriado sobre o herói, Batman & Robin, em 1949. Lowery também interpretou vários papéis em Westerns, incluindo The Homesteaders (1953), The Parson and the Outlaw (1957), Young Guns of Texas (1962) e Johnny Reno (1966).
Ele também era um ator de teatro, e atuou, ao lado da esposa Jean Parker, em Born Yesterday, por um curto período.
Na televisão, Lowery se tornou mais conhecido pelo papel de Big Tim Champion  na série Circus Boy (no Brasil, “O Menino do Circo”) (1956–1957). Em 1956, ele atuou em The Deadly Rock, um episódio de The Adventures of Superman, sendo a primeira vez que um ator de Batman compartilhou o tempo de tela com um ator de Superman, embora Lowery e Reeves tinham aparecido juntos anteriormente em um filme de propaganda, Sex Hygiene.
Lowery também atuou em alguns episódios de Perry Mason (em "The Case of the Roving River"), Playhouse 90 ("The Helen Morgan Story"), Cowboy G-Men, Maverick, Tales of Wells Fargo, Rawhide, 77 Sunset Strip, Hawaiian Eye e Pistols 'n' Petticoats (no Brasil, “As Valentonas do Oeste”). Ele também atuou no western comédia de 1967 The Ballad of Josie, ao lado de Doris Day e Peter Graves, sua última atuação em filmes.

## Vida pessoal e morte
Lowery foi casado três vezes, com as atrizes Jean Parker, Vivan Wilcox e Rusty Farrell. Teve um filho com Jean Parker, Robert Lowery Hanks, que vive em Redondo Beach, Califórnia.
Lowery morreu de insuficiência cardíaca aos 58 anos, em Los Angeles, Califórnia, a 26 de dezembro de 1971. Está sepultado no Valhalla Memorial Park Cemetery.

## Filmografia parcial
| Cinema    | Cinema                                                   | Cinema                            | Cinema              |
| Ano       | Filme                                                    | Papel                             | Notas               |
| --------- | -------------------------------------------------------- | --------------------------------- | ------------------- |
| 1936      | Great Guy                                                | Mr. Parker                        | Não-creditado       |
| 1937      | Second Honeymoon                                         | Repórter                          | Não-creditado       |
| 1938      | Rebecca of Sunnybrook Farm                               | Atendente                         | Não-creditado       |
| 1938      | Alexander's Ragtime Band                                 | Repórter                          | Não-creditado       |
| 1939      | Young Mr. Lincoln                                        | Bill Killian                      | Não-creditado       |
| 1939      | Drums Along the Mohawk                                   | John Weaver                       |                     |
| 1939      | Charlie Chan in Reno                                     | Wally Burke                       |                     |
| 1940      | Charlie Chan's Murder Cruise                             | Dick Kenyon                       |                     |
| 1940      | Murder Over New York                                     | David Elliot                      |                     |
| 1941      | Remember the Day                                         | Anunciador no Hotel               | Não-creditado       |
| 1942      | My Gal Sal                                               | Amigo de Sally                    | Não-creditado       |
| 1943      | Tarzan's Desert Mystery                                  | Príncipe Selim                    |                     |
| 1943      | The North Star                                           |                                   |                     |
| 1944      | High Powered                                             |                                   |                     |
| 1944      | Mystery of the River Boat                                | Steve                             | Seriado             |
| 1945      | The Monster and the Ape                                  | Ken Morgan                        | Seriado             |
| 1946      | God's Country                                            | Lee Preston/Leland Bruce          |                     |
| 1946      | They Made Me a Killer                                    | Tom Durling                       |                     |
| 1947      | Queen of the Amazons                                     | Gary Lambert                      |                     |
| 1949      | Batman & Robin                                           | Bruce Wayne/Batman                | Seriado             |
| 1953      | Jalopy                                                   | Skid Wilson                       | com The Bowery Boys |
| 1955      | Lay That Rifle Down                                      | Nick Stokes/Poindexter March, III |                     |
| 1957      | The Parson and the Outlaw                                | Coronel Morgan                    |                     |
| 1960      | The Rise and Fall of Legs Diamond ( O Rei dos Facínoras) | Arnold Rothstein                  |                     |
| 1963      | McLintock!                                               | Gov. Cuthbert H. Humphrey         |                     |
| 1965      | Zebra in the Kitchen                                     | Preston Heston                    |                     |
| 1966      | Johnny Reno                                              | Jake Reed                         |                     |
| 1967      | The Ballad of Josie                                      |                                   |                     |
| Televisão |                                                          |                                   |                     |
| Ano       | Título                                                   | Papel                             | Notas               |
| 1954      | The Joe Palooka Story                                    | Don Jackson                       | 1 episódio          |
| 1954      | The Pepsi-Cola Playhouse                                 | George Loring                     | 1 episódio          |
| 1955      | Letter to Loretta                                        | Gordy                             | 1 episódio          |
| 1956      | The Millionaire                                          | David Hanley                      | 1 episódio          |
| 1956–1957 | Circus Boy (O Menino do Circo)                           | Big Tim Champion                  | 49 episódios        |
| 1958      | Casey Jones                                              | Greg Pontus                       | 1 episódio          |
| 1958      | 26 Men                                                   | Red Tanner                        | 3 episódios         |
| 1958      | Yancy Derringer                                          | Blair Devon                       | 2 episódios         |
| 1959      | The Texan                                                | Coy Bennet                        | 1 episódio          |
| 1959      | Bronco                                                   | Mike Kirk                         | 1 episódio          |
| 1959      | Cimarron City                                            | Harris                            | 1 episódio          |
| 1960      | Richard Diamond, Private Detective                       | Mark Sutro                        | 1 episódio          |
| 1960      | Hotel de Paree                                           | Trent                             | 1 episódio          |
| 1960      | COronado 9                                               | Miller                            | 1 episódio          |
| 1961      | Whispering Smith                                         | Dave Markson                      | 1 episode           |
| 1962      | Frontier Circus                                          | Marshal Taggert                   | 1 episódio          |
| 1962      | Gunsmoke                                                 | Idaho Smith                       | 1 episódio          |